# Antonio Berni

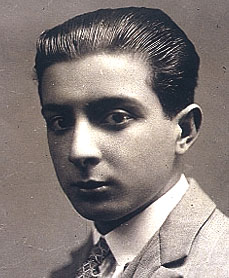
Antonio Berni in den 1920er Jahren

Delesio Antonio Berní (* 14. Mai 1905 in Rosario; † 13. Oktober 1981 in Buenos Aires) war ein argentinischer Maler und Grafiker.

## Werk
Sein Werk wird vor allem mit einem sich wandelnden Selbstbewusstsein der Arbeiterklasse Argentiniens assoziiert. Sein „Nuevo Realismo“ (Neorealismus) ist vom mexikanischen Muralismo beeinflusst und befasst sich häufig mit dem Leben der einfachen Bevölkerung in den Städten wie auch im ländlichen Raum.
1931 trat Berni der Kommunistischen Partei Argentiniens bei.
Ende der 1950er Jahre begann er eine Reihe von Collagen, die sich auf das Alltagsleben eines fiktiven Jungen aus den Slums von Buenos Aires konzentrierten. Er nannte den Akteur der Serie Juanito Laguna. Juanito Laguna Goes to the City (1963) zeigt den Jungen in seinen besten Kleidern, einen Sack auf dem Rücken, während er durch den Müll des Slums klettert. Berni integrierte in diese Arbeiten Objekte und Materialien, die er in den Slums selbst sammelte – dazu gehören Zeitungen, aber auch Materialien aus Papier, Karton, Stoff und Metall. In den frühen 1960er Jahren erfand er die fiktive Prostituierte und Näherin Ramona Montiel, die zum Gegenstand einer zweiten sozialkritischen Werkreihe wurde.